# Speakerine (série télévisée)
Speakerine est une mini-série télévisée française en six épisodes de 52 minutes réalisée par Laurent Tuel, sur un scénario de Nicole Jamet, Véronique Lecharpy, Sylvain Saada, Valentine Milville et José Caltagirone et diffusée entre le 16 et le 30 avril 2018 sur France 2. 

## Synopsis
En 1962, Christine Beauval, célèbre speakerine, image de la femme parfaite, est mystérieusement agressée dans les studios de la radiodiffusion-télévision française (RTF). D’icône du petit écran très protégée, elle va devenir une femme traquée, confrontée à une violence à laquelle elle n’était pas préparée. Le destin de Christine est symbolique de l’évolution de la femme dans la société des années 1960 et le monde de la télévision instrumentalisé par le pouvoir. Luttes, trahisons et jeux politiques, rien ne lui sera épargné…

## Fiche technique
- Titre original : Speakerine
- Réalisation : Laurent Tuel
- Scénario : Nicole Jamet, Véronique Lecharpy, Sylvain Saada, Valentine Milville et José Caltagirone
- Conseillère de programmes : Sophie Exbrayat
- Photographie : Philippe Le Roux
- Montage : Delphine Genest et Stéphanie Pelissier
- Maquillage : Alexis Kinebanyan et Géraldine Lemaire
- Musique: Erik Truffaz, Alexandre Jaffray, et Gilles Facerias
- Coiffures : Jean-Charles Bachelier
- Son : Florian Penot et David Rit
- Script : Nathalie Alquier
- Diffuseur : France 2
- Producteur : Charline De Lépine
- Directrice de l'unité de programme : Fanny Rondeau
- Production : Macondo Productions, France télévisions, France 2
- Pays :  France
- Genre : Drame
- Durée : 52 minutes par épisode
- Dates de diffusion :
  - France 2 du 16 au 30 avril 2018.
  - France 5 du 6 au 18 janvier 2020.

## Distribution
- Marie Gillain : Christine Beauval
- Guillaume de Tonquédec : Pierre Beauval
- Grégory Fitoussi : Éric Jauffret
- Christiane Millet : Michèle Pavi
- Barbara Probst : Isabelle Auclair
- Anne-Sophie Soldaïni : Colette Beauval
- Baptiste Carrion-Weiss : Jean-Claude Beauval
- Clément Aubert : Philippe Lefebvre
- Jean-Yves Chatelais : Joseph Darnet
- Flannan Obé : Dario
- Benjamin Bourgeois : Rubereau
- Cécile Rebboah : Agnès
- Axelle Dodier : Marilou Fantin
- Victorien Robert : Bernard
- Céline Vitcoq : Mag
- Michel Trillot : Robert, gardien RTF
- Olivia Rodriguez : Geneviève, secrétaire
- Raphaël Magnabosco : Caméraman
- Franck Adrien : Mercier
- Laurent Tuel : Boban Wyrasik
- Hary Razafimahefa : Irène
- Michaël Darmon : Commentateur Actualités
- Alexandre Labarthe : Antoine
- Nancy Tate : Nancy Gallagher
- Michel Bompoil : Commissaire Jarel
- Gérald Raynaud : Duval
- Philippe Saunier : Assistant déco Buttes Chaumont
- Boris Lutz : Vidal
- Richard Rider : Bruce Bronstein
- Olivier Claverie : Ministre de l'intérieur
- Éric Paul : Rozier
- Jean-Jacques Le Vessier : Marcel Lindet
- Edwina Zajdermann : Denise

## Liste des épisodes
La mini-série comprend six épisodes. Elle est diffusée du 16 au 30 avril 2018 sur France 2.
1. Speakerine d'un nouveau monde
2. Qui en veut à la famille Beauval ?
3. Envers et contre tout
4. Portraits de femmes
5. Des lendemains qui déchantent
6. Un dernier face à face avec l'ennemie

## Production
Speakerine est un projet de longue date de France 2, elle est présentée comme un Mad Men à la française commandé par la directrice de la fiction Fanny Rondeau. Elle est produite par la société Macondo Productions dirigée par Charline de Lépine. Le réalisateur est Laurent Tuel. La série est écrite par Nicole Jamet, Véronique Lecharpy, Sylvain Saada, Valentine Milville et José Caltagirone. Pour la série, les créateurs se sont inspirés de la série américaine Mad Men pour le contexte historique et les personnages, et pour l'histoire du « meurtre », de l'ambiance sanglante des nouvelles d'Agatha Christie.[réf. nécessaire] On y retrouve aussi de nombreuses similitudes avec d'autres séries internationales, comme Velvet (2014-2016) et Les Demoiselles du téléphone (depuis 2017)[réf. nécessaire]
Le personnage principal joué par Marie Gillain est inspiré de la célèbre speakerine de la télévision française Jacqueline Joubert mais aussi de la journaliste Éliane Victor, qui lança l'émission Les Femmes aussi en 1964. L'actrice indique qu'elle s'est inspirée de Catherine Langeais, de Jacqueline Huet et de Denise Fabre mais aussi d'un reportage de Simone Signoret où étaient interrogées des femmes de tous les milieux. 
Le choix de l'année 1962 n'est pas anodin pour la productrice, Charline de Lépine : « Dans cette année de troubles politiques, entre luttes d'influences et terrorisme lié aux événements en Algérie, Christine Beauval lutte pour sauver sa peau, préserver sa famille et conquérir la liberté dont elle rêve. » a-t-elle déclaré à Ouest-France.

### Attribution des rôles
Marie Gillain tient le rôle principal en jouant le rôle de Christine. Guillaume de Tonquédec, connu pour avoir joué dans la série Fais pas ci, fais pas ça, rejoint le casting et retrouve ainsi le petit écran. Grégory Fitoussi, connu pour ses rôles dans Engrenages et Les Hommes de l’ombre, fait partie de la distribution de la série.
Laurent Tuel qui réalise également tous les épisodes de la série tient également un rôle, Boban Wyrasik, et apparaît dans plusieurs épisodes.[réf. nécessaire]

### Tournage
Le tournage s'est déroulé du 18 août au 21 novembre 2017. Certaines scènes ont été tournées aux Studios de Bry dans le Val-de-Marne. Le 24 août 2017, des scènes extérieures ont été tournées devant le lycée d'État Jean-Zay, dans la rue du Docteur-Blanche, dans le 16e arrondissement de Paris. Le lycée a été métamorphosé en studios de la rue Cognacq-Jay, désormais détruits. La scène de l'attentat a été filmée dans le même arrondissement, rue de la Manutention. Quelques scènes avec Philippe Lefebvre et Christine Beauval ont été tournées le 28 août 2017 dans le restaurant Le Bougainville, rue de la Banque. On aperçoit d'ailleurs, dans plusieurs scènes, la Galerie Vivienne qui jouxte le café. L'équipe a également tourné plusieurs jours au lycée Chaptal, dans le 8e arrondissement de Paris, qui sert à la fois de cadre aux scènes dans le lycée et au quai des Orfèvres fictif de la série. Les derniers jours de tournage se sont déroulés au Radôme de Pleumeur-Bodou en Côtes-d'Armor, pour l'installation de la Mondovision dans l'épisode 6.

### Deuxième saison?
Dès la fin de la première saison, de nombreux médias et internautes s'interrogent quant à une éventuelle suite de la série. Marie Gillain et Guillaume de Tonquédec ont évoqué à plusieurs reprises l'envie de faire une nouvelle saison. Guillaume de Tonquédec a ainsi précisé durant une interview que « Ça [Speakerine] a été proposé aux acteurs comme une mini-série. Il n'y a pas de suite prévue et écrite. S'il y avait eu une suite prévue, on aurait pu traiter les événements de manière plus “allégée”. Mais il y a tous les ingrédients pour une saison 2, vu ce qui se passe notamment rien qu'au sein de cette famille » Cependant France 2 a toujours considéré Speakerine comme une mini-série commandée par la chaîne et n'envisage pas une seconde saison au programme. La productrice, Charline de Lépine, a déclaré qu'elle « réfléchit d'ores et déjà à une série dérivée qui se déroulerait à la même période que Speakerine » et qui traiterait des « rapports très étroits entre le pouvoir et la presse à cette époque ».

## Accueil critique
Pour le magazine belge Moustique, « esthétiquement, la série est une réussite ». La journaliste, Claire Varin, note que « la musique, le générique et les références y sont pour beaucoup ». Cependant, elle regrette qu'« à l'image des fictions françaises, il semble difficile de sortir du genre polar dans ce pays ». « La série pose une arche policière pas nécessairement bienvenue ». 